# Col de la Saulce
De Col de la Saulce is een lage bergpas in de Franse Vooralpen, in het Franse departement Hautes-Alpes. Tezamen met de nabije Col de la Flachière vormt de pas een van de laagste oost-west overgangen doorheen de Franse Vooralpen (hier het Massif des Baronnies) en verbindt (of verbond) zo de steden in de Rhône-vallei (Avignon, Orange, Carpentras) en verder (Nîmes, Montpellier) met Gap, de bovenloop van de Durance, de Montgenèvrepas en de Noord-Italiaanse steden. Door de aanleg van de snelwegen (o.a. de A51 en de snelwegen naar de Fréjustunnel) is het belang van deze verbinding voor het internationale verkeer volledig verdwenen en heeft de pas enkel nog een regionaal belang.
Aan de westelijke zijde vertrekt de pasweg in het dal van de Eygues, bij Verclause op de grens tussen de departementen Drôme en Hautes-Alpes. De weg krijgt in dit laatste departement het nummer D994. De weg passeert na enkele kilometers het dorp Rosans. Hierna bereikt de pasweg de Col de Palluel, maar blijft hierna verder doorstijgen tot de waterscheiding tussen de Eygues en de Blême. Een paar kilometer na het passeren van de pashoogte op 874 meter hoogte bereikt de weg het dorp L'Épine. Verder oostwaarts loopt de weg naast de Blême, een beek die tot het bekken van de Durance behoort. De weg eindigt (of begint) langs de oostelijke zijde in Serres.